# Chiesa dell'Immacolata Concezione (Barumini)
La  chiesa dell'Immacolata Concezione è un edificio religioso situato a Barumini, centro abitato della Sardegna centrale. Consacrata al culto cattolico è sede dell'omonima parrocchia e fa parte dell'arcidiocesi di Oristano.

La chiesa, risalente al XVI secolo, è edificata in forme tardogotiche riconoscibili all'esterno nel campanile a canna quadrata e all'interno nel presbiterio e in alcune cappelle coperte con volte a crociera.

## Storia e descrizione
La chiesa parrocchiale di Barumini, dedicata all'Immacolata Concezione della Beata Vergine Maria e avente come patrono San Sebastiano Martire, venne eretta dopo il 1541 (non esistono documenti che attestino una data certa) in forme tardogotiche. Le strutture originarie, con archi e volte gotiche, sono conservate nel presbiterio e in alcune cappelle.
La chiesa presenta un impianto architettonico a tre navate, divise in tre campate dagli ampi archi a tutto sesto che scaricano su otto pilastri in trachite grigia. Le navate hanno una copertura unica in legno, con travi a vista. La navata centrale e le due navate laterali si concludono rispettivamente nel presbiterio edificato nel 1661 e in due cappelle, rialzate rispetto al piano delle navate. Le coperture sono a volta a crociera, impostate su archi a sesto acuto. Lo spazio retrostante al presbiterio è occupato dall'abside a pianta quadrangolare risalente al 1683 con copertura a volta su base ottagonale. Altre quattro cappelle completano l'impianto della chiesa.

### Il presbiterio
L'altare monumentale che fa da fondale al presbiterio e lo separa dal coro, terminato nel 1683, è posto su un basamento, rialzato di due gradini rispetto al piano del presbiterio (operazione compiuta nel 1879); realizzato in marmo di vari tipi e colori, è costituito da due parti: una con funzione propriamente di fondale, con le statue in marmo bianco dell'Immacolata Concezione nella nicchia centrale, e di san Sebastiano patrono e di santa Teresa di Gesù ai due lati, mentre l'altro elemento costituisce la vera e propria mensa, attualmente in disuso se non per la presenza del tabernacolo.
Al centro dell'area voltata a crociera è stato collocato l'altare su cui attualmente si celebra la liturgia. Il paliotto in marmo, portato a compimento nel 1706, precedentemente dislocato nella cappella laterale di san Pietro, era stato spostato sul fronte principale dell'altare nel1979 per sostituirne uno provvisorio in legno.
L'ambone è costituito da una colonnina, del tutto simile a quella delle balaustre delle cappelle laterali, ed è incastrata sul piano della balaustra destra del presbiterio. Sulla sommità della colonnina una lastra in marmo funge da leggio per il libro del Vangelo. Inoltre il seggio del celebrante è costituito da uno scranno in legno. Le balaustre del presbiterio vennero edificate nel 1783 e, nello stesso anno, venne terminato il pavimento del presbiterio.
Non si conosce l'identità dell'artista dell'altare maggiore, in marmo purissimo e con intarsi di altri marmi policromi. Ivi è posta anche una nicchia contenente la statua dell'Immacolata; sull'ultimo gradino vi è la statua in marmo bianco di san Sebastiano dalla parte del Vangelo e quella di Santa Teresa di Gesù dalla parte dell'Epistola. La gradinata dell'altare maggiore venne edificata nel 1716 dal maestro Giovanni Perella e nel 1745 il tabernacolo venne sollevato di un gradino, costruito in legno e L'arcivescovo Giovanni Maria Bua, il 23 maggio del 1831, concesse per sette anni l'indulgenza plenaria.
La chiesa parrocchiale di Barumini è dedicata all'Immacolata Concezione, con San Sebastiano Martire come patrono. Situata a ovest del paese, la facciata è semplice, con una cornice a listelli decorativi. Al centro della facciata si trova una finestra, sotto la quale è presente lo stemma della famiglia Zapata. Il portale, elegante nella sua semplicità, è sormontato da un arco a cordonate concentriche; la porta esterna poggia su una mensola scolpita a foglie, mentre quella interna è poggiante su mezze colonne con capitello uguale alla mensola. L'arco, invece, contorna una semplice lunetta.
La data di edificazione della chiesa non è precisa, ma risale probabilmente al XVI secolo. Una tradizione narra che tra il secolo VIII e IX gli abitanti dei paesi circostanti e parte dei cittadini di Valenza (o Valentia, antico nome per Nuragus), continuamente depredati da barbari e Saraceni, si stanziarono a Barumini. 
I Valentini vi trasferirono la loro chiesa dedicata a Santa Maria. La struttura architettonica ci riporta al XVI secolo, e si ritiene che l'attuale chiesa sia stata costruita sulle rovine della chiesa dei Valentini ad opera dei marchesi, i baroni Zapata. Un'iscrizione sull'architrave della porta laterale del "forte" risalente al 1551 indica che l'Immacolata Concezione è la titolare della chiesa.
La chiesa, in stile romanico pisano, ha una pianta a croce latina con una navata centrale di 5 metri e due navate laterali di 4,20 metri, distinte da due ordini di pilastri. La navata centrale, che si prolunga sul presbiterio e nel coro, è più larga delle navate laterali. La copertura della navata centrale è in legno, con travi poggianti su mensolette scolpite. Il presbiterio, le due sagrestie, le sei cappelle e il "forte" sono coperti da volte in pietra, realizzate in epoche diverse da artisti diversi.
Il coro ha una cupola con tamburo esagonale e pavimento in mattonelle di cemento. Gli altri pavimenti sono in marmo, eccetto quello della vecchia sagrestia in cemento e del "forte" in pietra. Gli archi dell'altare maggiore, del presbiterio e delle quattro cappelle piccole sono a sesto acuto, mentre quelli dei cappelloni, degli archi divisori e delle navate, nonché del coro, sono a tutto sesto.
Le cappelle sono disposte su due livelli: due gradini più in basso rispetto all'altare maggiore e due gradini più in alto rispetto al pavimento delle navate. Le cappelle laterali a sinistra (lato del Vangelo) e a destra (lato dell'Epistola) hanno volte a crociera. La cappella a sinistra, dedicata originariamente alla Vergine di Lluch (titolo spagnolo) e ora a San Pietro, presenta il trigramma di Gesù in caratteri gotici sulla chiave di volta, suggerendo una dedicazione originale al Crocefisso. La cappella a destra, dedicata a Sant'Antonio di Padova, ha un altare in pietra con colonne tortili. La terza cappella a sinistra è dedicata a Sant'Anna e alla Beata Vergine del Carmine, mentre la quarta a destra è dedicata al Crocefisso. Le ultime due cappelle hanno volte a botte sorrette da un arco decorato con rosette. La quinta cappella a destra è dedicata alla Beata Vergine del Rosario, mentre la sesta a sinistra è dedicata a San Giovanni Battista.

### La cappella di san Pietro
La cappella di San Pietro, dedicata al santo a seguito della chiusura nel 1801 della chiesa omonima. In precedenza, era dedicata alla Beata Vergine di Lluch. Per tradizione, si dice che questa cappella fu fondata dalla signora Francesca Luccarello, balia di uno dei genitori di don Efisio Zapata, quarto barone di Las Plassas (1782-1812), in onore della Beata Vergine di Lluch. La volta a crociera presenta scolpita nella chiave di volta l'immagine della Beata Vergine seduta con il bambino Gesù in braccio. La concessione dell'indulgenza plenaria per sette anni era collegata a questa cappella.

### Cappella del Crocefisso
Il retablo, costruito in legno, è piuttosto simile a quello del polittico e il crocefisso ligneo misura 1,90 m in altezza e l'apertura delle braccia circa 1,10 m. Anche l'altare è ligneo.

### Cappella della Beata Vergine del Carmelo o di Sant'Anna o Del Purgatorio
Questa cappella presenta un quadro assai rovinato (forse del pittore Massa), un altare paliotto e dei gradini in legno.

### Cappella della Beata Vergine del Rosario
La cappella venne edificata probabilmente nello stesso periodo della sagrestia: infatti, la prima citazione del Libro storico della chiesa, risale al 1766 o 1767 e qui si ordina di consolidare la fabbrica e di adornare l'altare dipinto in vari colori e in legno dorato in finissimo faggio. La cappella presenta inoltre quattro colonne tortili, anch'esse dorate, e tre nicchie.

### Cappella di San Giovanni Battista
Nel 1831, l'arcivescovo Bua interdì la piccola chiesa di San Giovanni, giudicandola troppo piccola, e ordinò la costruzione di una cappella dedicata a San Giovanni Battista all'interno della chiesa parrocchiale, per trasferirvi tutte le funzioni. Il progetto fu affidato all'ingegnere don Pietro Confer nel 1843 e completato nel 1850 dai muratori Loi Basilio, Serpi Efisio e Loi Giuseppe Luigi. L'altare, la statua e il pavimento in marmo furono realizzati dallo scultore Michele Fraschi di Carrara.
Il coro, elevato a cupola su un tamburo ottagonale con quattro archetti a tutto sesto poggianti su mensole di pietra scolpite a forma zoologica, fu costruito alla fine del XVII secolo. Sebbene le sculture delle mensole siano leggermente sproporzionate, si pensa che siano state recuperate da un altro edificio rovinato. Il contratto per la costruzione del coro fu stipulato il 24 maggio 1683 tra il sacerdote Giovanni Antioco Meloni e il muratore Sebastiano Loi. Il polittico, con casamento in legno intagliato, policromato e dorato, è probabilmente da attribuirsi all'artista Antioco Mainas.

### Sagrestia
La vecchia sagrestia, costruita contemporaneamente alla chiesa nel XVI secolo, fu allargata di dieci palmi nel 1693 dal muratore Pietro Lampis. La nuova sacrestia fu edificata nel 1727, con il contributo dello scultore Louis Sisinnio di Sanorbì (l'attuale Senorbì, nel territorio di Trexenta). Era corredata da dodici tiretti per i paramenti, diciotto piccole credenze e altre quattro più grandi ed era rivestita in noce fino all'altezza di due metri. L'archivio fu realizzato dal falegname Francesco Zaccheddu nella prima metà dell'Ottocento. Nel 1845 venne aggiunta una porta di ferro, costruita a Sanluri.

### Lavacro
Il lavatoio in pietra riporta la seguente scritta, nella quale si afferma con forza la necessità di una nuova sagrestia, commissionata a Joanes Battista Pirella nel 1727: "HOC OPUS UNA CUM NOVA SACRISTIA JUSSURA AD MODU DNI PETRI CADELLO J.D.D. ET CANONICI HUJUS OPPIAI FECIT JOANES BAPTISTA PIRELLA ADNI 1727".

### Cassa della Dormitio Virginis
Una cassa riporta i nomi di Antioco Pisano e Lucia Pani, con la data di donazione: il 1625. Probabilmente la cassa fu un ex-voto dei due, tenendo in considerazione che appartenevano a due famiglie ricche del paese. La cassa è dipinta sia internamente sia esternamente con scene della Dormitio Virginis, della sua Assunzione e dell'Incoronazione. Gli abiti portati dai due giovani sembrerebbero di stile spagnolo, come prevedeva la moda nel XVII secolo.

### Retablo
Il retablo della chiesa, di notevoli proporzioni e risalente alla metà del XVI secolo, è un'opera di pregio commissionata dai baroni Zapata, come testimoniano i due scudi con l'emblema dei feudatari situati nella parte centrale. I dipinti, realizzati con colori vegetali, presentano affinità con lo stile di Antioco Mainas e con la scuola pittorica stampacina di Michele Cavaro, secondo gli esperti. Nella parte inferiore, al centro, vi è una nicchia con catino a conchiglia in cui è collocata la statua della Vergine Assunta, realizzata in legno dorato.

### Ciclo dei dodici apostoli
È un'opera tardo catalana dove le figure sono intagliate su due basi lignee probabile opera di Antonimo Bonato eseguita nel 1559. Gli apostoli portano il simbolo iconografico del loro martire e sembrano conversare a gruppi di due: Bartolomeo e Simone, Giacomo maggiore e Giacomo minore, Tommaso e Pietro, Giovanni e Taddeo, Andrea e Matteo, Mattia e Paolo.

### Campanile
Il campanile, di forma quadrangolare simile a quello di San Giacomo e del Duomo di Cagliari, presenta agli angoli pilastri sporgenti con una cornice di archetti. Nei riquadri così formati si trovano quattro aperture ogivali. In alto, una cornice è sormontata da un'altra torretta con una bifora per lato, terminante con una cuspide triangolare sormontata da una croce.
Il campanile ha subito diversi restauri nel corso degli anni: nel 1721, 1726, 1727, 1745, 1788, 1802-1803, 1818-1819 e nel 1823. Nel 1788, il maestro Vincenzo Saba ricollocò la croce e riparò gli archi e gli archetti. Nel 1802-1803 venne rifatta la scala di legno per accedere al campanile. Nel 1818-1819 fu costruito il campanile dell'orologio e venne installata una passerella per passare dal campanile principale.
Il 15 maggio 1745, l'Arcivescovo Maurizio Nicolò Fontana consacrò solennemente cinque campane, di cui quattro per la parrocchia e una per i cappuccini. Due di esse furono fuse a Napoli nel 1582 da Cristoforo Fontana.
All'interno del campanile, a sud-ovest, si trovano le immagini di San Michele, San Sebastiano e la Beata Vergine con il Bambino Gesù, consacrate in onore di San Michele, San Giuseppe e San Nicolò. A nord-est, si trova un'altra campana con le immagini della Beata Vergine con il Bambino, San Pietro, San Antonio, Paolo, San Sebastiano e San Antonio.
Le altre due campane furono fuse da Francesco Antonio Giordano nel 1623, con una figura del Crocifisso e consacrate alla Madonna, a San Maurizio e San Lorenzo.
Nel 1826, tre vecchie campane furono spedite al campanaro Antonio Giuseppe Sulas di Cagliari, e una di esse fu collocata sulla torre dell'orologio.